# Katarina Zavatska
Katarina Vitalijivna Zavatska (Oekraïens: Катарі́на Віта́ліївна Зава́цька) (Loetsk, 5 februari 2000) is een tennisspeelster uit Oekraïne. Zavatska begon met tennis toen zij vijf jaar oud was. Haar favoriete ondergrond is gravel. Zij speelt rechtshandig en heeft een tweehandige backhand. Zij spreekt Russisch, Engels en Frans. Zij traint in Nice, bij de tennisschool van voormalig Davis Cup-speler Jean-René Lisnard. Zij is actief in het internationale tennis sinds 2015.

## Loopbaan
Bij de junioren speelde Zavatska sinds april 2014 op ITF-toernooien. In april 2016 won zij het "grade 1"-toernooi van Beaulieu-sur-Mer (Frankrijk) – in de finale versloeg zij de Zwitserse Rebeka Masarova. In juli 2016 bereikte zij de dertiende plek op de ITF-juniorenranglijst. In 2017 prolongeerde zij haar titel in Beaulieu-sur-Mer, ten koste van de Servische Olga Danilović.

### Enkelspel
Zavatska debuteerde in 2015 op het ITF-toernooi van Telavi (Georgië) – hier veroverde zij haar eerste titel, door Française Julie Razafindranaly te verslaan. In 2019, na het winnen van haar zesde titel op het $100k-toernooi in Contrexéville (Frankrijk), kwam zij binnen in de top 150 van de wereldranglijst. Tot op heden(november 2024) won zij negen ITF-titels, de meest recente in 2024 in Brescia (Italië).
In 2017 speelde Zavatska voor het eerst op een WTA-hoofdtoernooi, op het toernooi van Kuala Lumpur. Op het WTA-toernooi van Rabat 2018 bereikte zij de kwartfinale. In 2019 bereikte zij de halve finale op het WTA-toernooi van Tasjkent – daarbij versloeg zij onder meer de Letse Jeļena Ostapenko.
In september 2020 had Zavatska haar grandslamdebuut op het US Open.
Haar hoogste notering op de WTA-ranglijst is de 103e plaats, die zij bereikte in februari 2020.

### Dubbelspel
Zavatska was weinig actief in het dubbelspel. Zij debuteerde in 2015 op het ITF-toernooi van Telavi (Georgië), samen met Française Julie Razafindranaly, die zij in de enkelspelfinale zou verslaan – zij bereikten er de halve finale. In de jaren erna speelde zij nauwelijks dubbelspel.
In 2019 speelde Zavatska voor het eerst op een WTA-hoofdtoernooi, op het toernooi van Tasjkent, samen met Russin Ljoedmila Samsonova.
Eind september 2020 had Zavatska haar grandslamdebuut op Roland Garros – samen met de Slowaakse Anna Karolína Schmiedlová kon zij op het laatste moment als invaller (alternate) meedoen aan het hoofdtoernooi.
In januari 2021 bereikte zij de finale van het $60k-toernooi van Andrézieux-Bouthéon, samen met de Poolse Paula Kania. In mei 2022 veroverde Zavatska haar eerste titel, op het ITF-toernooi van Zagreb (Kroatië), samen met de Tsjechische Anastasia Detiuc, door het duo Lina Gjorcheska en Irina Chromatsjova te verslaan. Tot op heden(november 2024) won zij twee ITF-titels, de andere in 2022 in San Sebastián (Spanje).
Zavatska stond in 2024 voor het eerst in een WTA-finale, op het toernooi van Cali, samen met de Kroatische Tara Würth – zij verloren van het koppel Veronika Erjavec en Kristina Mladenovic.

### Tennis in teamverband
In de periode 2020–2024 maakte Zavatska deel uit van het Oekraïense Fed Cup-team – zij vergaarde daar een winst/verlies-balans van 6–5.

## Posities op deWTA-ranglijst
Positie per einde seizoen:
| jaar | rang enkelspel | rang dubbelspel |
| ---- | -------------- | --------------- |
| 2015 | 636            | 1178            |
| 2016 | 583            | 912             |
| 2017 | 231            | 1226            |
| 2018 | 193            | 889             |
| 2019 | 110            | 1108            |
| 2020 | 118            | 461             |
| 2021 | 188            | 586             |
| 2022 | 339            | 415             |
| 2023 | 154            | 604             |

## Palmares
| Legenda                 |
| ----------------------- |
| Grandslamtoernooi       |
| Olympische Spelen       |
| Year-End Championships  |
| Premier Mandatory       |
| Premier Five / WTA 1000 |
| Premier / WTA 500       |
| International / WTA 250 |
| Challenger / WTA 125    |

### WTA-finaleplaatsen enkelspel
geen

### WTA-finaleplaatsen vrouwendubbelspel
| nr.              | finale     | toernooi | ondergrond | partner    | tegenstandsters                      | score    |         |
| ---------------- | ---------- | -------- | ---------- | ---------- | ------------------------------------ | -------- | ------- |
| gewonnen finales |            |          |            |            |                                      |          |         |
| geen             |            |          |            |            |                                      |          |         |
| verloren finales |            |          |            |            |                                      |          |         |
| 1.               | 2024-11-09 | WTA Cali | gravel     | Tara Würth | Veronika Erjavec Kristina Mladenovic | 2-6, 6-7 | details |

### Gewonnen ITF-toernooien enkelspel
| nr. | finale     | toernooi                 | dotatie  | ondergrond | tegenstandster in finale | score         |
| --- | ---------- | ------------------------ | -------- | ---------- | ------------------------ | ------------- |
| 1.  | 2015-06-21 | Telavi                   | $10.000  | gravel     | Julie Razafindranaly     | 6-1, 7-5      |
| 2.  | 2015-08-30 | Sharm-el-Sheikh          | $10.000  | hardcourt  | Ola Abou Zekry           | 2-6, 6-2, 6-3 |
| 3.  | 2017-03-26 | Santa Margherita di Pula | $25.000  | gravel     | Chloé Paquet             | 6-1, 6-3      |
| 4.  | 2018-03-11 | Amiens                   | $15.000  | gravel (i) | Eléonora Molinaro        | 6-1, 6-2      |
| 5.  | 2019-07-07 | Biella                   | $25.000  | gravel     | Mayar Sherif             | 6-1, 6-3      |
| 6.  | 2019-07-14 | Contrexéville            | $100.000 | gravel     | Ulrikke Eikeri           | 6-4, 6-4      |
| 7.  | 2023-06-04 | Brescia                  | $ 60.000 | gravel     | Joelija Hatowka          | 6-4, 6-2      |
| 8.  | 2023-10-08 | Lissabon                 | $ 40.000 | gravel     | Gergana Topalova         | 6-3, 2-6, 7-5 |
| 9.  | 2024-06-02 | Brescia                  | $ 60.000 | gravel     | Varvara Lepchenko        | 6-2, 6-3      |

## Resultaten grandslamtoernooien
| Legenda | Legenda                          |
| ------- | -------------------------------- |
| g.t.    | geen toernooi gehouden           |
| l.c.    | lagere categorie                 |
| –       | niet deelgenomen                 |
| G       | uitgeschakeld in de groepsfase   |
| 1R      | uitgeschakeld in de eerste ronde |
| 2R      | uitgeschakeld in de tweede ronde |
| 3R      | uitgeschakeld in de derde ronde  |
| 4R      | uitgeschakeld in de vierde ronde |
| KF      | uitgeschakeld in de kwartfinale  |
| HF      | uitgeschakeld in de halve finale |
| F       | de finale verloren               |
| W       | het toernooi gewonnen            |
| w-v     | winst/verlies-balans             |

### Enkelspel
| toernooi        | 2020 | 2021 |
| --------------- | ---- | ---- |
| Australian Open | –    | –    |
| Roland Garros   | 1R   | 1R   |
| Wimbledon       | g.t. | –    |
| US Open         | 1R   | –    |

### Vrouwendubbelspel
| toernooi        | 2020 |
| --------------- | ---- |
| Australian Open | –    |
| Roland Garros   | 1R   |
| Wimbledon       | g.t. |
| US Open         | –    |